# Grzegorz Trędowski
Grzegorz Trędowski (ur. 21 stycznia 1981) – polski zawodnik mieszanych sztuk walki (MMA) wagi lekkiej oraz utytułowany judoka. Walczył m.in. na holenderskich galach United Glory oraz Beast of the East. Członek kadry narodowej judo.

## Kariera w Judo
Swoje pierwsze sportowe osiągnięcia zdobywał w judo będąc w Uczniowskim Klubie Judo w Targówku. Zdobywał medale m.in. na Mistrzostwach Polski Seniorów i Seniorek, Mistrzostw Polski Młodzieży, Akademickich Mistrzostwach Polski oraz Mistrzostwach Polski Juniorów. Aktualnie trenuje w Nastula Judo Fitness Club którego założycielem jest mistrz olimpijski w judo Paweł Nastula.

## Kariera MMA
Trędowski zadebiutował w mieszanych sztukach walki w 2003 roku. W ciągu dwóch pierwszych lat z pięciu zawodowych pojedynków wygrał jeden pojedynek, trzy razy został pokonany a raz zremisował. Po ciężkich początkach w nowej dyscyplinie od kwietnia 2005 roku wygrał pięć pojedynków z rzędu, wszystkie przed czasem. W latach 2005–2009 walczył wyłącznie za granicą, głównie w Holandii na prestiżowych galach United Glory oraz Beast of the East. W tym czasie związał się z holenderskim teamem Beast of the East w którym trenował m.in. z innym Polakiem Robertem Joczem. W listopadzie 2009 roku stoczył po ponad 4 latach przerwy pojedynek w Polsce. Na gali Beast of the East w Gdyni przegrał z przyszłym zawodnikiem WEC i UFC Maciejem Jewtuszko przez poddanie. Kolejny pojedynek w Polsce stoczył po ponad rocznej przerwie na gali IFC - Winner Punch poddając wtedy debiutanta Pawła Snopczyńskiego. Sześć miesięcy później został znokautowany w niespełna 10 sekund przez Walijczyka Tima Newmana na gali Cage Warriors 42 w Irlandii.

## Osiągnięcia

### Judo
- 1996: Mistrzostwa Polski Młodzików - 3. miejsce w kat. 55 kg (Jarocin)
- 1997: Ogólnopolska Olimpiada Młodzieży - MP Kadetów - 2. miejsce w kat. 55 kg (Gdańsk)
- 1998: Ogólnopolska Olimpiada Młodzieży - Kadeci - 1. miejsce w kat. 60 kg (Poznań)
- 1998: Ogólnopolski Turniej Klasyfikacyjny Kadetów - 3. miejsce w kat. 60 kg (Wrocław)
- 1999: Mistrzostwa Polski Juniorów - 3. miejsce w kat. 66 kg (Jastrzębie Zdrój)
- 1999: Ogólnopolski Turniej Klasyfikacyjny Juniorów - 3. miejsce w kat. 66 kg (Grudziądz)
- 1999: Ogólnopolski Turniej Klasyfikacyjny Juniorów - 3. miejsce w kat. 66 kg (Bielsko Biała)
- 2000: Mistrzostwa Polski Juniorów - 1. miejsce w kat. 66 kg (Radom)
- 2000: Ogólnopolski Turniej Klasyfikacyjny Juniorów 3. miejsce w kat. 66 kg (Olsztyn)
- 2001: Mistrzostwa Polski Młodzieży - 2. miejsce w kat. 66 kg (Rybnik)
- 2001: Ogólnopolski Turniej Klasyfikacyjny Seniorek i Seniorów - 2. miejsce w kat. 66 kg (Rybnik)
- 2002: Mistrzostwa Polski Młodzieży - 3. miejsce w kat. 73 kg (Poznań)
- 2003: Ogólnopolski Turniej Klasyfikacyjny Seniorek i Seniorów - 3. miejsce w kat. 73 kg (Wrocław)
- 2003: Ogólnopolski Turniej Klasyfikacyjny Młodzieży - 3. miejsce w kat. 73 kg (Gdańsk)
- 2004: Mistrzostwa Polski Seniorek i Seniorów - 3. miejsce w kat. 73 kg (Warszawa)
- 2004: Ogólnopolski Turniej Klasyfikacyjny Seniorek i Seniorów - 2. miejsce w kat. 73 kg (Rybnik)
- 2004: Mistrzostwa Polski Seniorek i Seniorów - 3. miejsce w kat. 73 kg (Warszawa)
- 2005: Ogólnopolski Turniej Klasyfikacyjny Seniorek i Seniorów - 3. miejsce w kat. 73 kg (Wrocław)

## Lista walk MMA
| Wynik     | Bilans | Przeciwnik (bilans przed walką) | Rozstrzygnięcie                      | Runda | Czas | Rozgrywki                                    | Data       | Miejsce       | Uwagi        |
| --------- | ------ | ------------------------------- | ------------------------------------ | ----- | ---- | -------------------------------------------- | ---------- | ------------- | ------------ |
| Wygrana   | 13-9-2 | Roman Szymański (0-0)           | Poddanie (kimura)                    | 1     | 1:59 | IFC - Winner Punch 2                         | 24.03.2013 | Piła          |              |
| Przegrana | 12-9-2 | Tim Newman (10-1)               | KO (cios pięścią)                    | 1     | 0:10 | Cage Warriors Fighting Championship 42       | 28.05.2011 | Cork          |              |
| Wygrana   | 12-8-2 | Pawel Snopczyński (0-0)         | Poddanie (duszenie trójkątne rękoma) | 1     | 1:50 | IFC - Winner Punch                           | 19.11.2010 | Bydgoszcz     |              |
| Przegrana | 11-8-2 | Maciej Jewtuszko (4-0)          | Poddanie (duszenie gilotynowe)       | 2     | 0:37 | Beast of the East                            | 14.11.2009 | Gdynia        |              |
| Przegrana | 11-7-2 | Vincent Latoel (14-13-2)        | TKO (ciosy pięściami)                | 1     | 0:05 | Beast of the East                            | 24.01.2009 | Arnhem        |              |
| Przegrana | 11-6-2 | Akira Corassani (3-2)           | Decyzja (jednogłośna)                | 3     | 5:00 | United Glory 10 - The Battle of Arnhem       | 09.11.2008 | Arnhem        |              |
| Wygrana   | 11-5-2 | Marc Duncan (15-10)             | Poddanie (duszenie trójkątne)        | 1     | 3:26 | United Glory - Ultimate Glory 8              | 06.07.2008 | Nijmegen      |              |
| Wygrana   | 10-5-2 | Florin Vintila (1-1)            | Poddanie (klucz na stopę)            | 2     | ?    | Beast of the East                            | 31.05.2008 | Zutphen       |              |
| Wygrana   | 9-5-2  | Furdjel de Windt (26-8-1)       | Decyzja                              | 2     | 5:00 | Beast of the East                            | 26.01.2008 | Holandia      |              |
| Remis     | 8-5-2  | Niek Tromp (5-1)                | Remis                                | 3     | 5:00 | United Glory 6 - Ede's Best against the Rest | 17.11.2007 | Ede           |              |
| Wygrana   | 8-5-1  | Chris Stringer (1-4-1)          | Poddanie (dźwignia na staw łokciowy) | 1     | ?    | United Glory 5 - Stronger                    | 09.09.2007 | Amersfoort    |              |
| Przegrana | 7-5-1  | Paulo Dantas (15-3)             | Poddanie (dźwignia na staw łokciowy) | 2     | 3:45 | Fists of Explosions                          | 30.06.2007 | Oldenzaal     |              |
| Wygrana   | 7-4-1  | Niek Tromp (5-0)                | TKO (przerwanie przez lekarza)       | 3     | 0:21 | United Glory 3 - Upside Down                 | 20.05.2007 | Amersfoort    |              |
| Przegrana | 6-4-1  | Oktay Karatas (6-5-1)           | Decyzja                              | 2     | 5:00 | Beast of the East                            | 27.01.2007 | Holandia      |              |
| Wygrana   | 6-3-1  | Mathieu Lawalata (7-14)         | KO (ciosy pięściami)                 | 1     | ?    | All-Stars - Best Against the Rest            | 28.10.2006 | Ede           |              |
| Wygrana   | 5-3-1  | Marcus Peltonen (3-5)           | TKO (ciosy pięściami)                | 1     | 1:40 | The Cage Vol. 3 - Rise of the Titans         | 24.09.2005 | Helsinki      |              |
| Wygrana   | 4-3-1  | Zenia Packevic (0-0)            | KO (ciosy pięściami)                 | 1     | ?    | Outsider Cup - Freefight Romania             | 11.06.2005 | Rumunia       |              |
| Wygrana   | 3-3-1  | Andreas Bengez (0-0)            | Poddanie (ciosy pięściami)           | 1     | ?    | Outsider Cup - Masters Fight Night 3         | 21.05.2005 | Niemcy        |              |
| Wygrana   | 2-3-1  | Metin Yakut (21-10)             | Poddanie (ciosy pięściami)           | 2     | ?    | Beast of the East                            | 09.04.2005 | Zutphen       |              |
| Przegrana | 1-3-1  | Ryszard Leśniewski (0-0)        | Decyzja                              | 2     | 5:00 | Colosseum 5                                  | 30.01.2005 | Bielsko-Biała |              |
| Przegrana | 1-2-1  | Sławomir Szamota (2-0-1)        | Decyzja                              | 2     | 5:00 | MMA Poland 5 - Eliminacje                    | 24.04.2004 | Warszawa      |              |
| Remis     | 1-1-1  | Sławomir Szamota (2-0)          | Remis                                | 2     | 5:00 | MMA Poland 3 - Finały                        | 13.12.2003 | Warszawa      |              |
| Wygrana   | 1-1    | Marek Idzikowski (0-0)          | Poddanie (duszenie zza pleców)       | 1     | ?    | MMA Poland 2 - Eliminacje                    | 25.10.2003 | Warszawa      |              |
| Przegrana | 0-1    | Sławomir Szamota (0-0)          | Poddanie (dźwignia na staw łokciowy) | 2     | ?    | MMA Poland 2 - Eliminacje                    | 25.10.2003 | Warszawa      | Debiut w MMA |